# Bernat de Requesens i de Santacoloma
Bernat de Requesens i de Santacoloma (? - 1469), va ser virrei de Sicília en dues ocasions: 1439-1340 sota regnat d'Alfons el Magnànim i de 1463 a 1466 en el regnat de Joan II. Va estar al servei dels Trastàmara, igual que el seu pare, Lluís de Requesens i de Relat del qual n'heretà les senyories d'Altafulla i la Nou, a les quals va unir, per compra, els castells de Castellet i l'Arboç i el feu de Marsala al regne de Sicília. Els seus descendents s'establiren en aquest regne.
El rei li concedí privilegi de noblesa (1458) i el títol de camarlenc, justificat pels seus serveis en el primer setge de Nàpols, les guerres contra Castella, contra el turc i per la conquesta d'Ancona.